# 武備志

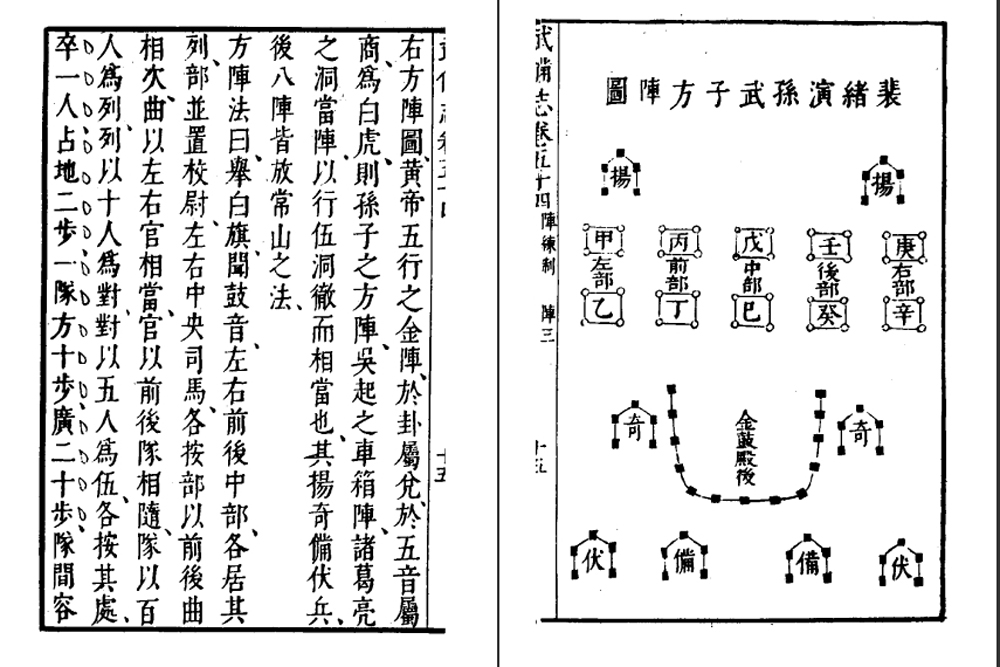
武备志孙武子方阵图

《武備志》，又稱《武備全書》，明代茅元儀輯，240卷，10405页。於明天启元年（1621年）編成，集歷代有关军事书籍2000餘种，並多付插圖。明代兵書中以《武備志》篇幅最大，圖像、輯錄遠超過宋代的《武經總要》，然而有些火器繪圖並不確切，只能做為參考。

## 概要
全书分五部分。
- 《兵訣評》18卷，辑《孙子》、《吴子》、《司马法》，《三略》、《六韬》、《尉缭子》、《李卫公问对》、《太白阴经》等九家兵书。
- 《戰略考》31卷，辑历代用兵得失，起自春秋，迄于元代。
- 《陣練制》41卷，辑历代阵图、教练将士、训习弓、弩、劍、刀、枪、钂鈀、藤牌、狼筅、棍、拳技艺。其中刀法演示還把部分刀手畫成猿猴。
- 《軍資乘》55卷，辑立营、行军、旌旗、军械、战船、火器、屯田、水利、河槽、海运、医药、马匹等事。
- 《佔度載》96卷，辑阴阳占卜、奇门六壬及方舆、海防、江防、航海等事。

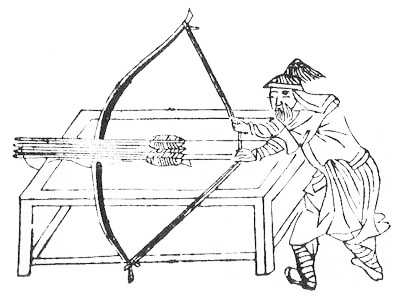
連弩
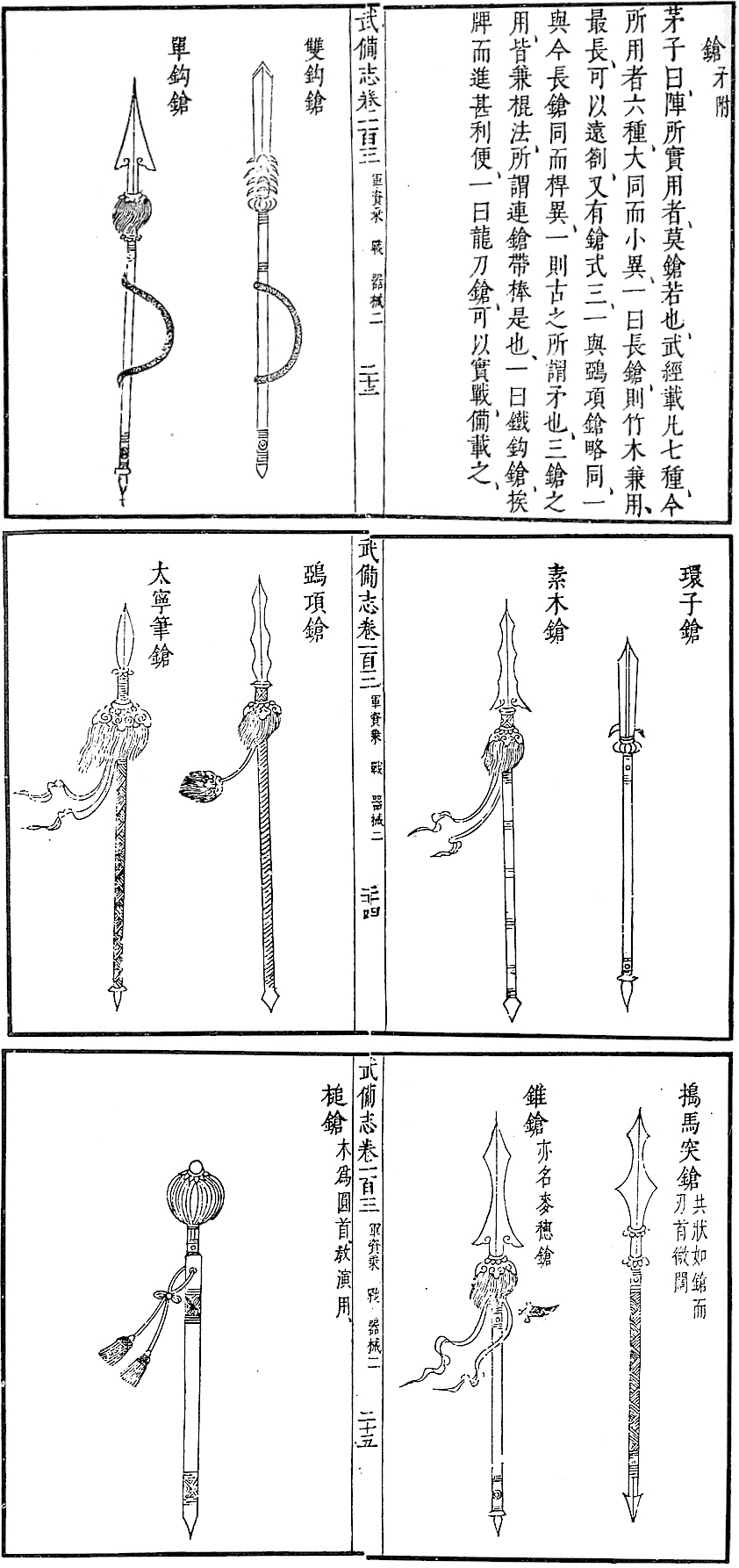
槍九色
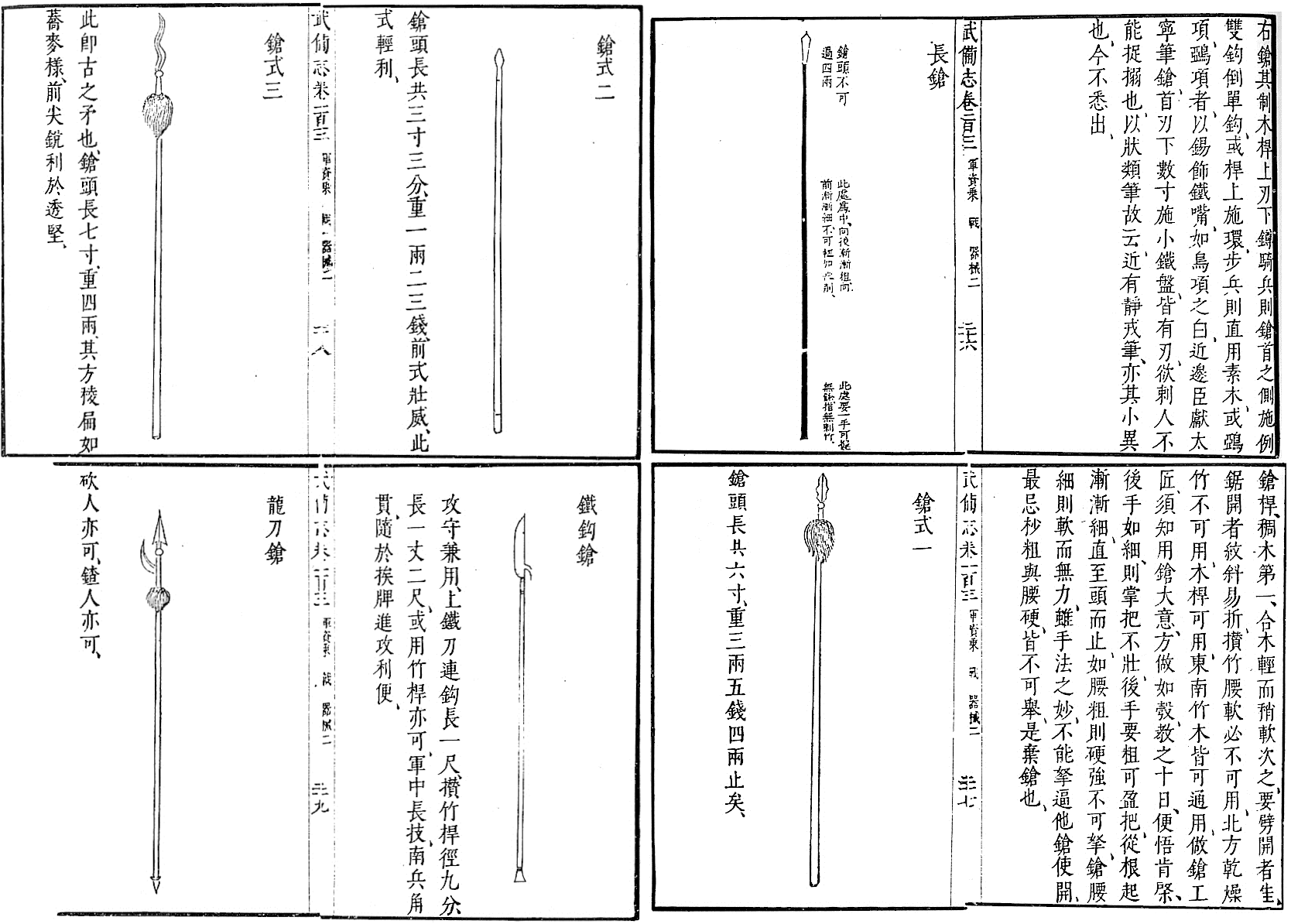
槍
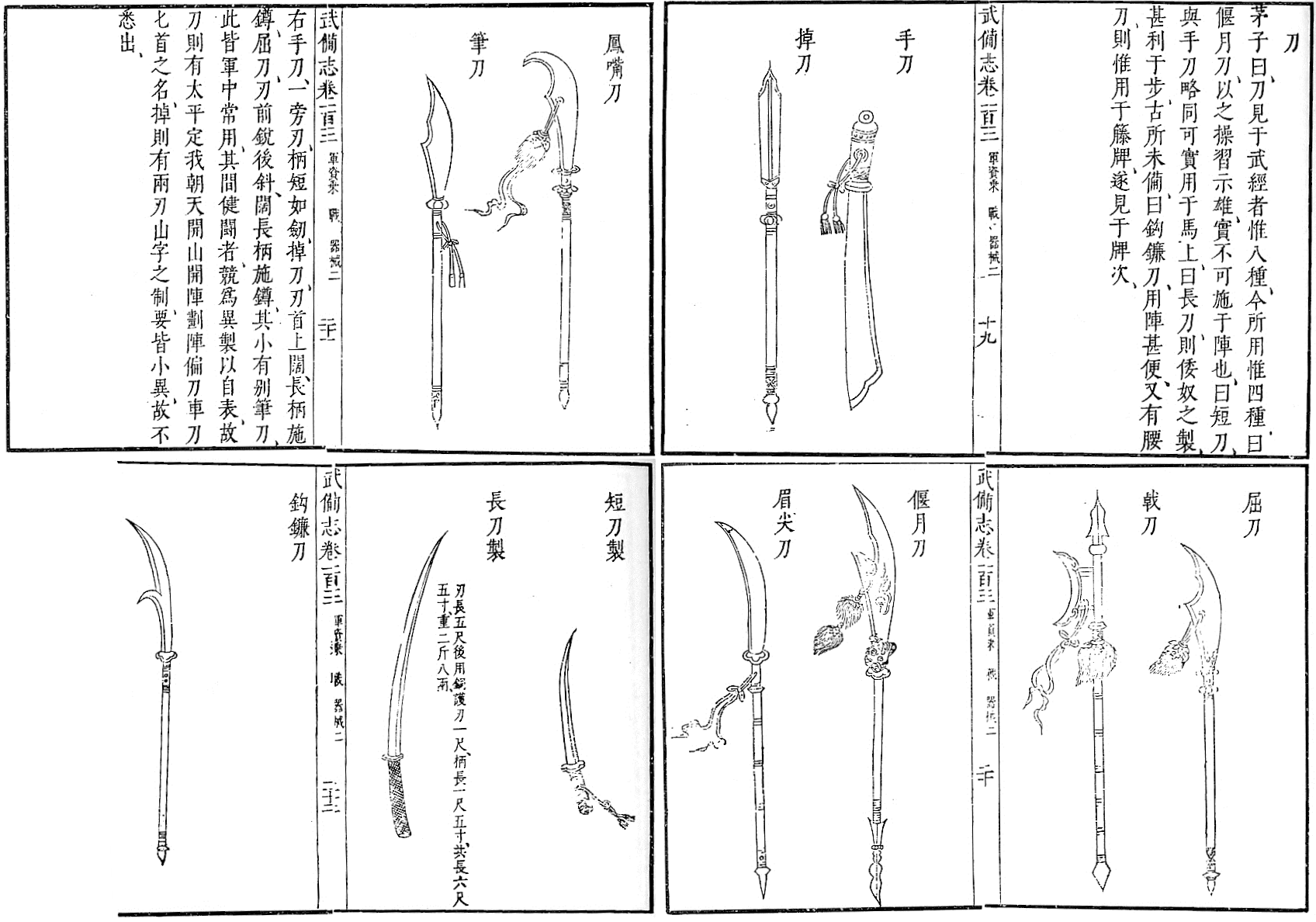
刀
豹頭勢
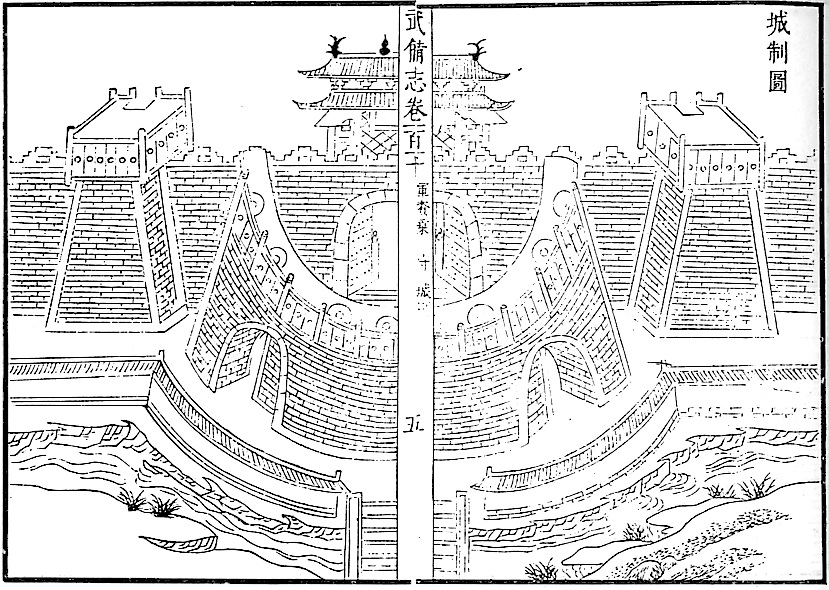
城制圖
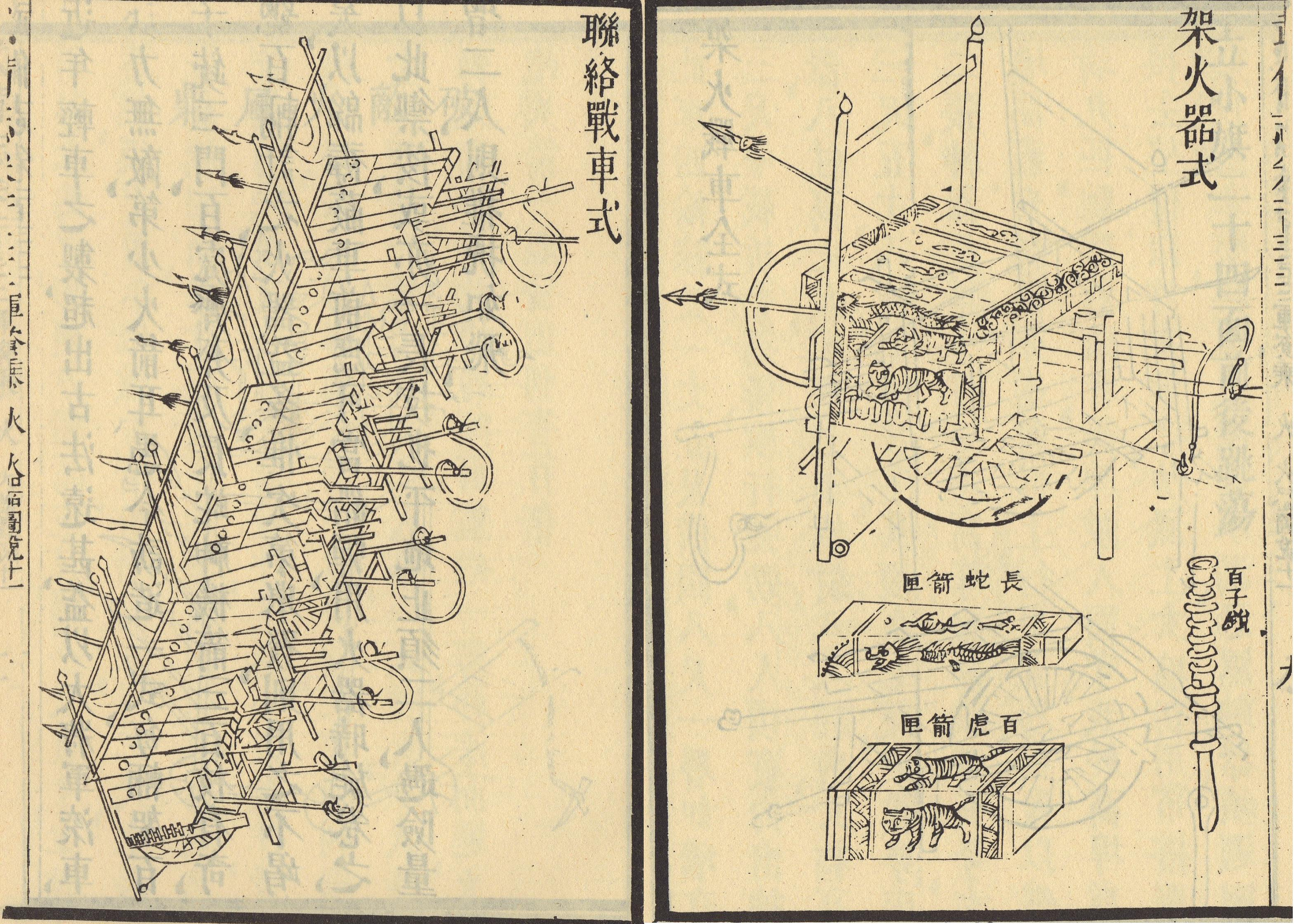
架火戰車
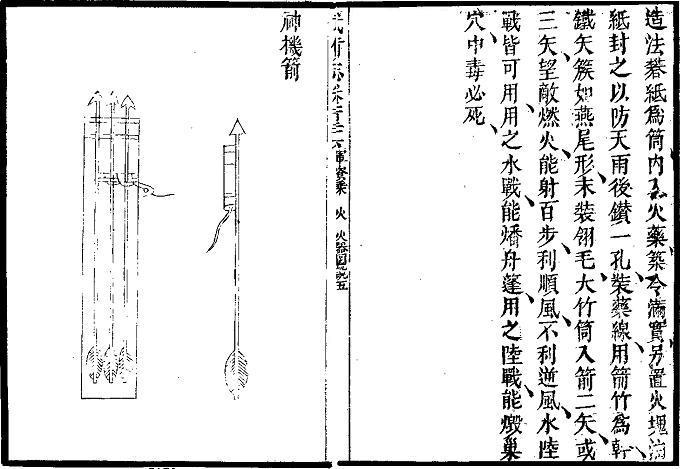
神機箭
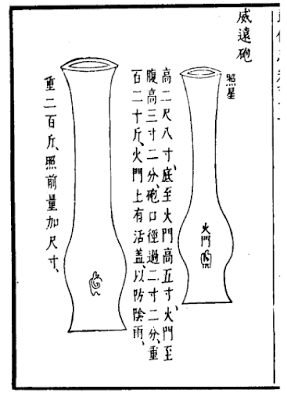
威遠砲

## 外部連結
- 明代大型军事类书——《武备志》